# Gudel
Gudel (Nepali गुदेल) ist ein Dorf und ein Village Development Committee (VDC) im Distrikt Solukhumbu der Verwaltungszone Sagarmatha in Ost-Nepal.
Gudel liegt im Hochhimalaya, 55 km südlich vom Mount Everest. Das VDC erstreckt sich östlich des Hunku Drangka. Bung liegt auf der gegenüberliegenden Talseite nördlich von Gudel.

## Einwohner
Das VDC Gudel hatte bei der Volkszählung 2011 4244 Einwohner (davon 2091 männlich) in 869 Haushalten.